# ساپاردا

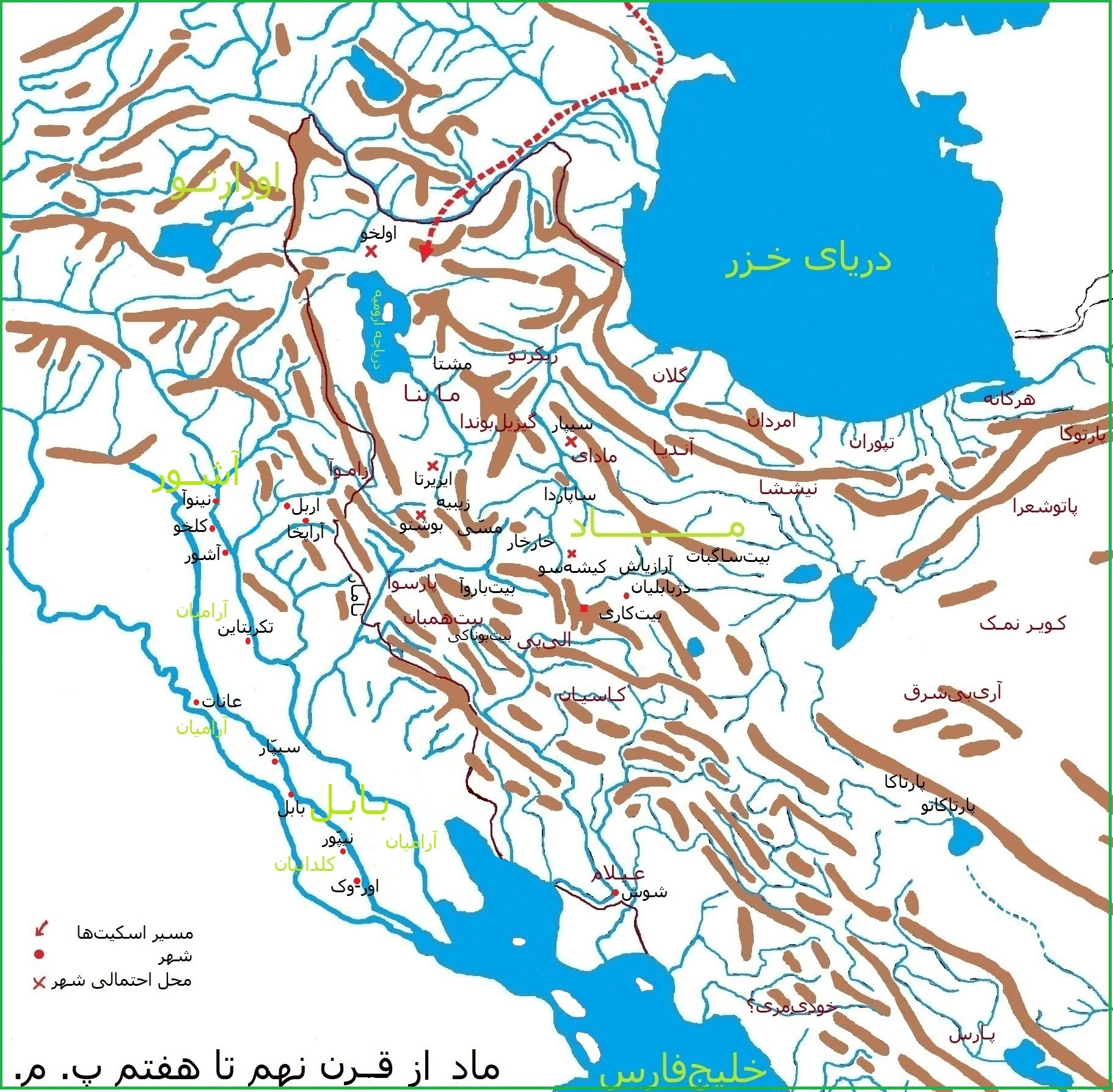
نقشه ماد و ماننا قرن‌های ۹ تا ۷ پ.م.

ساپاردا (Saparda) نام یکی از ایالات آشوریان در سرزمین ماد به مرکزیت دژی به همین نام بود. این ایالت  در سال ۷۱۰ (پیش از میلاد) از ایالت خارخار جدا شد. آشوریان در این نواحی قدرت چندانی نداشتند، به‌طوری‌که برای حفظ آن همواره متوسل به زور می‌شدند.این ایالت در دامنه های الوند استان همدان قرار داشته و احتمالا روستای حیدره بالاشهر همدان همان ایالت ساپاردا باشد

## منشأ قیام مردم ماد
به احتمال قوی قیام مادی‌ها در پیرامون نوروز آشوری سال ۶۷۳ (پیش از میلاد) وقوع یافت. مقدمترین سؤال اسرحدون از هاتف مربوط به جریان شورشی مورخ به ماه ایار است  و در آنجا دوساننی و مامی‌تیارشو همچون متحدان خشتریته وارد میدان نبرد شده‌اند. بنا به جملات:
 آیا مامی تیارشو به سخن او گوش خواهد داد … آیا امسال با اسرحدون دشمنی خواهد ورزید …  این سؤال در آغاز سال و در ماه نیسان به عمل آمده بود.
خشثریته موفق به جلب مامی تیارشو و دوساننی گشت این سه تن پیشوای محلی یکی از سه نواحی بیت کاری، مادای و ساپاردا بودند. رئیسان آن نواحی که از طرف آشور انتخاب شده بودند، ولی آشوریان به منظور تسهیل مناسبات خویش با مردم محل، در هر ناحیه‌ای یکی را به عنوان پیشوای محلی  می‌شناختند و پیشوایان محلی که ویس‌ پتی بودند بدین وسیله دهیو پتی می‌شدند. محتملا قدرت واقعی پیشوایان محلی که بر نفاذ حکم وی مبتنی بوده، از رئیسان آشوری بیشتر بود.

### گردنهٔ ساپاردا
در سال - ۶۷۳ پ.م. - سرزمین وسیعی طعمهٔ عصیان گشت و مردم سراسر ماد مرکزی قیام کردند و قیام کنندگان روش تهاجم پیش گرفتند در آن واحد بسیاری از قلاع آشوریان را به محاصره و سقوط تهدید کردند. سؤالی که اسرحدون پادشاه کشور درباره حمله متقابل احتمالی آشوریان از هاتف به عمل آورده مربوط به دهم ماه ایار است. آشوریان در نظر داشتند از گردنه ساپاردا گذشته و قلعه کیلمان را مسخّر سازند و از آن دژ چون پایگاه نظامی برای حمله آتی استفاده کنند.
اشترک باستان‌شناس آلمانی معتقد است کیلمان همان دهکده کولومان می‌باشد که در نامه‌های بایگانی سلطنتی آشور از آن یاد شده و ظاهراً در بخش جنوبی خارخار واقع بوده. چنان‌که پیشتر گفته شد ساپاردا در آغاز جزو ناحیهٔ خارخار بوده. ظاهراً بحث بر سر لشکرکشی آشوریان علیه عاصیان ماد از طرف جنوب در میان است. در نوشته‌های اسرحدون نیز از آن یاد شده ولی گویا لشکرکشی آشور با موفقیت قرین نگشت.

## نگارخانه

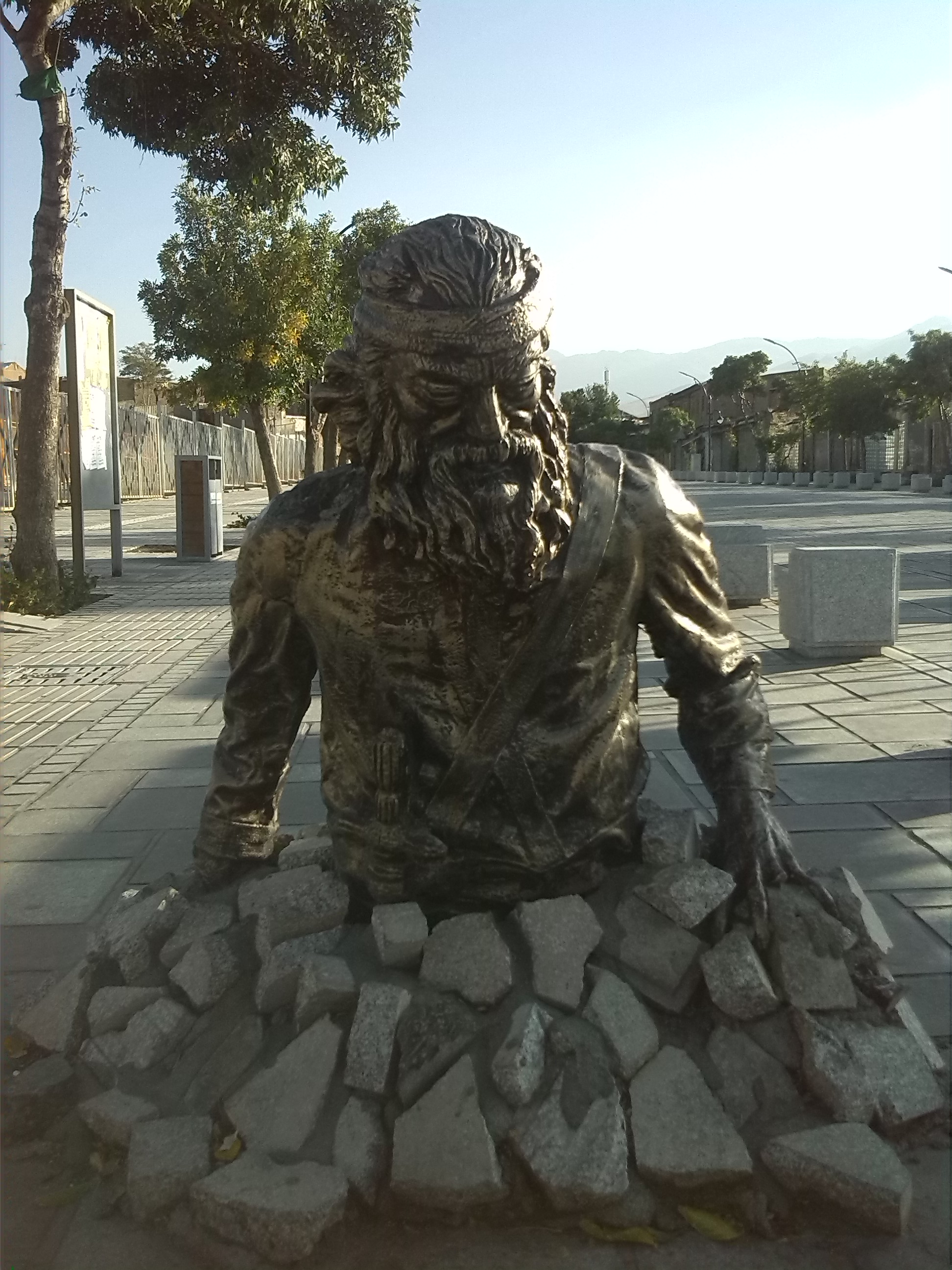
جنگجوی مادی
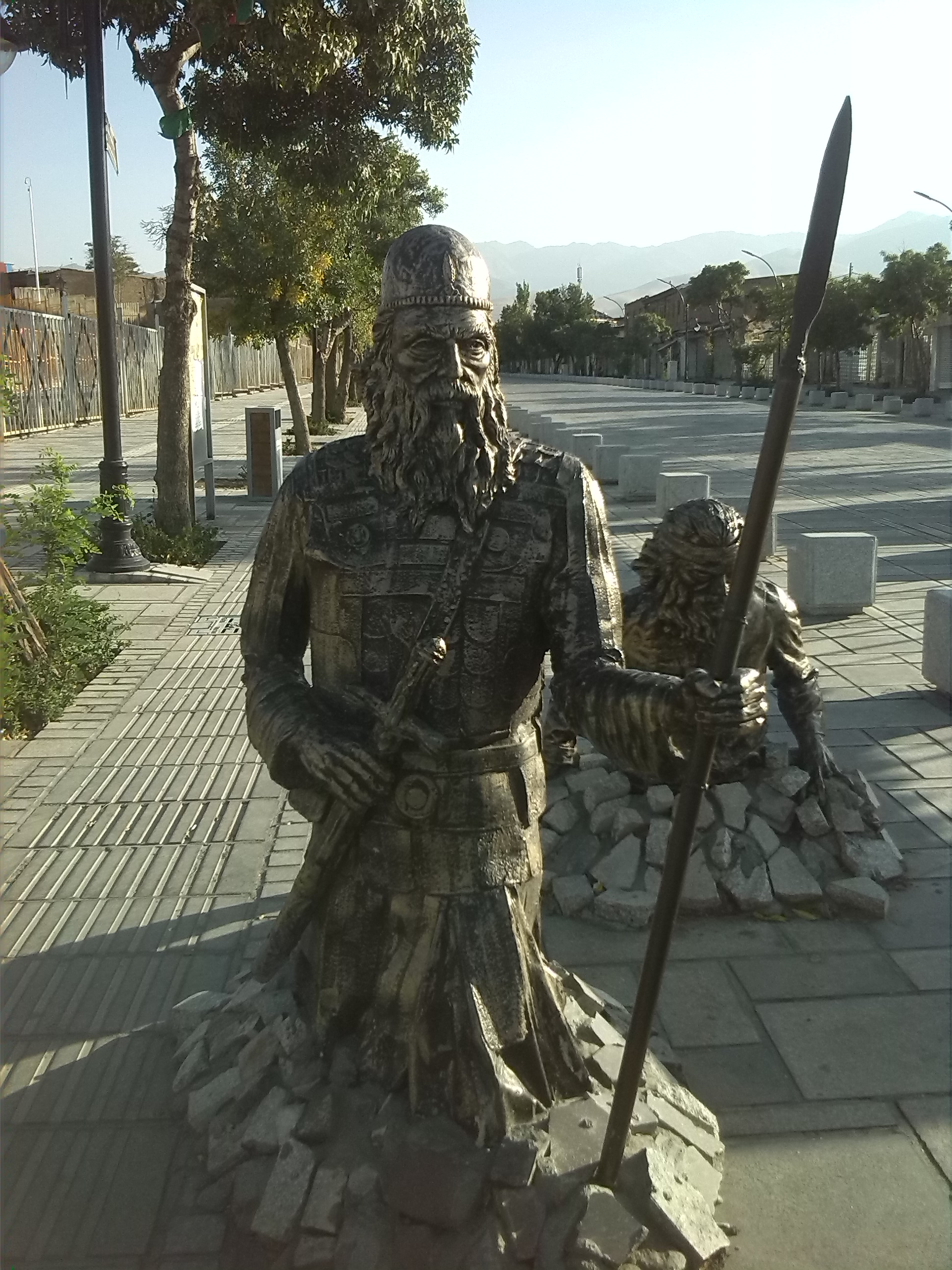
سردار مادی
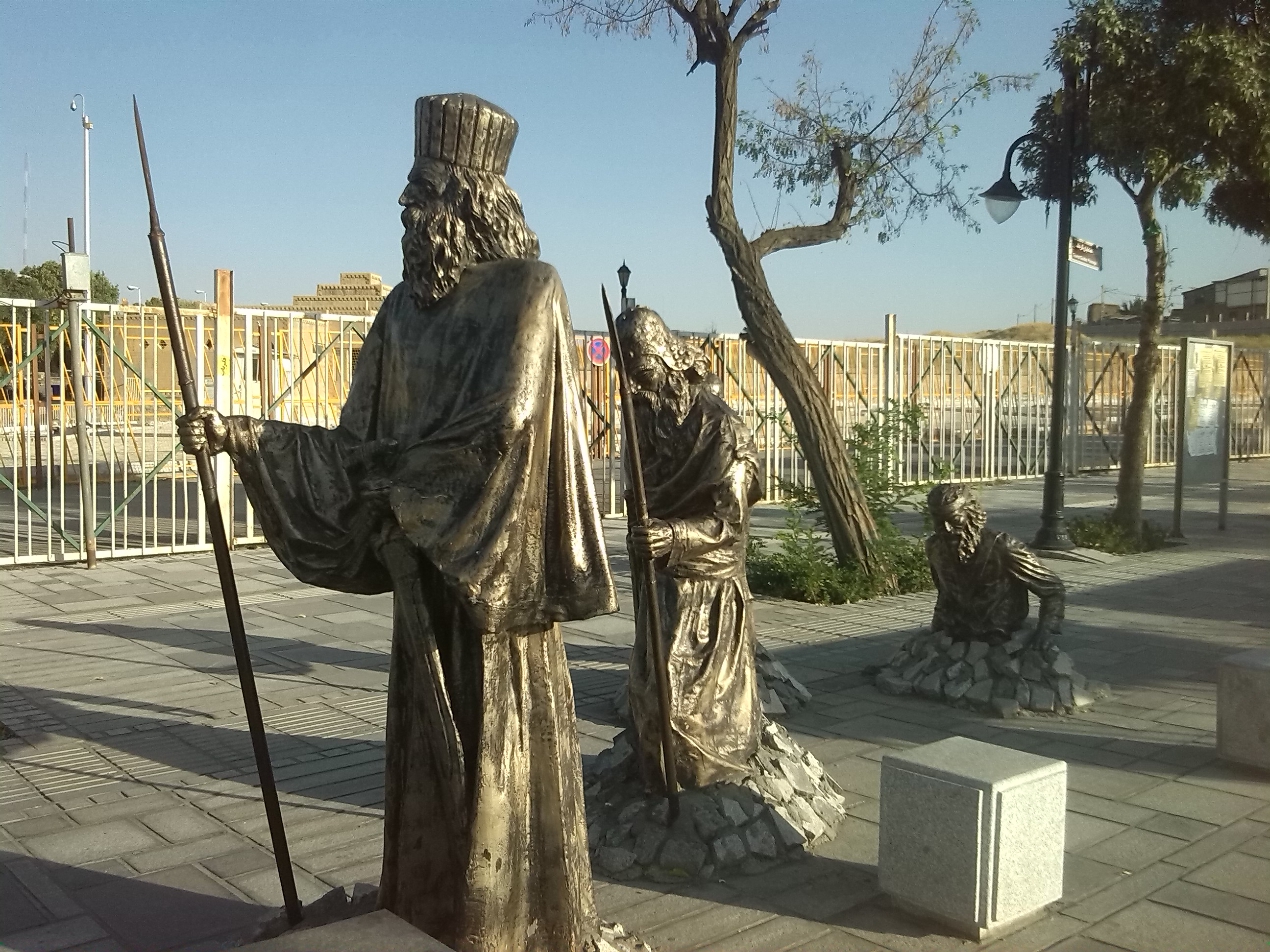
پیشوای مادی
اسارت قبایل ماد و مننا